# 劉秋存
劉秋存（1939年9月24日—），臺灣藝術家，生於臺中州東勢郡新社庄，國立臺灣師範大學美術系國畫組學士、中華民國薦任九等文官、陸軍上尉政戰官，曾任國風書畫學會理事長、中學教務主任等職，亦曾任教於逢甲大學。

## 著作
1993年出版劉秋存畫集（台中縣立文化中心編印）

## 家庭
育有一子一女，其岳父為舊台中縣黑派政治人物、故台中縣議員陳西欽，其妻舅有山城教父之稱，為故新社鄉長李光銘。孫劉昱佑曾任國民黨中常委。